# Protipapež Nikolaj V.
Nikolaj V., rojen kot Pietro Rainalducci, OFM in protipapež katoliške Cerkve;  * okrog 1260 Corvaro (Rieti, Lacij, Papeška država, Sveto rimsko cesarstvo) † 16. oktober 1333 Avignon (Francija).

## Življenjepis

### Mladost in redovni stan
Protipapež Nikolaj V. se je rodil kot Pietro Rinalducci (ali: Rainalducci) okrog 1258 v Corvaru pri Rietiju v  Laciju (Papeška država, Sveto rimsko cesarstvo).
Prvo poročilo, ki ga imamo o njem, je glede njegove poroke z Matejevo Ivanko (Giovanna di Matteo); po petih letih sta se ločila  in istega leta je vstopil k frančiškanom v rietijski kustodiji. Pozneje je dobil premestitev za Rim in postal znamenit pridigar v samostanu Ara Cœli. 
V teh letih je nastal spor glede izvajanja frančiškanskega uboštva. Vrhovni predstojnik reda Mihael Cesenski (Michele da Cesena) je v nasprotju s papežem Janezom XXII. zagovarjal stališče, da Jezus in apostoli niso imeli niti skupne niti osebne zasebne lastnine. Frančiškanski generalni kapitelj v Perugii 1322 je zagovarjal Mihaelovo stališče, ki ga je papež z bulo Cum inter nonnullos z dne 12. novembra 1323 obsodil – ter končno razglasil Cesena za heretika – a mu je po pobegu iz Avignona dajal potuho in ga do smrti ščitil izobčeni cesar Ludvik IV. na svojem dvoru.
Peter je zagovarjal strogo duhovno smer – češ da Jezus in apostoli niso imeli nikakršnega premoženja. Sicer je veljal za krepostnega meniha tudi v praksi in je postal vrhovni predstojnik frančiškanskega reda:
| Latinsko besedilo | Slovenski prevod |
| --- | --- |
| magnus praedicator […] vir mirae abstinentiae, paupertatis Evangelicae, et religiose obedientiae, qui multos in viam salutis reduxit | velik pridigar, mož občudovanja vredne zdržnosti, evangeljskega uboštva in redovne pokorščine, ki je mnoge privedel na pot zveličanja. |

Tudi priznanje njegovim vrlinam je prispevalo, da ga je kot protipapeža pod vplivom izobčenega cesar Svetega rimskega cesarstva Ludvika Bavarskega .
Njegova izvolitev je povezana z vzponom Ludvika Bavarskega, ki je premagal tekmeca za cesarski prestol – Friderika Avstrijskega – ter s stalnim tekmovanjem med italijanskimi gvelfi in gibelini. Ludvik se je dal kronati z železno lombardsko krono v Milanu 30. maja 1327; 

### Izobčeni cesar in protipapež
17. januarja 1328 je v Rimu Ludvik prejel cesarsko krono iz rok voditelja napada na Bonifacija VIII. v Anagniju 7. septembra 1303 Sciara Colonna, ki je v igranem postopku naslednjega dne razglasil Janeza XXII. za heretika in zatiralca Cerkve; papeževo slamnato lutko so javno zažgali. Ludvik se je v Rimu dal izvoliti za cesarja od rimskega senada, pri Svetem Petru pa sta ga kronala škofa iz Alerie in Castella. Aprila je sklical zborovanje, kjer je odstavil papeža Janeza XXII in bodočemu protipapežu določil, da bo moral stalno bivati v mestu Rimu, ki ga ne bo smel zapustiti za več ko dva dni brez dovoljenja.  Zbor rimskih duhovnikov in laikov je izvolil za (proti)papeža Petra Rinalduccija; posvetil ga je v Stari baziliki svetega Petra v Rimu na Vnebohod, dne 12. maja 1328, beneški škof Ildebrandino Conti . Znamenji papeške oblasti – ribičev prstan in papeški plašč, mu je izročil cesar in ga imenoval za Nikolaja V. 

Na Binkošti – deset dni pozneje, torej 22. maja 1328  - je prišlo na vrsto dvojno kronanje. Cesar in papež sta se odpravila s spremstvom do Laterana in k baziliki svetega Petra v Vatikanu. Tam je kronal Ludvika IV. Bavarskega za cesarja Svetega rimskega cesarstva, on pa njega za papeža: to naj bi pomenilo slogo in uravnoteženost med vrhovno časno in duhovno oblastjo v krščanstvu. Novi papež si je takoj uredil upravo in pisarno, penitenciarijo in Roto. 15. maja 1328 je imenoval šest novih kardinalov, ki jim je pridružil še tri. 27. maja je odstavil papeža Janeza XXII. pod obtožbo herezije ter ukinil nadarbine vsem klerikom, ki bi podpirali avinjonskega papeža. 
Že 4. avgusta je Ludvik Bavarski skupaj s svojim protipapežem Nikolajem moral bežati iz Rima, ki so se mu bližale čete neapeljskega kralja Roberta Anžujskega; zaradi visokih davkov se mu je pridružilo tudi rimsko ljudstvo. Najprej sta se morala umakniti v Viterbo, a že decembra 1328 je nuncij začel vojaški pohod zoper Viterbo in ni bil varen več niti tu ter je odšel v  Corneto. 
Nikolaj se je potem umaknil v Grosseto in nato v Piso, kjer ga je varoval cesarjev namestnik. 19. februarja 1329 je Nikolaj predsedoval odvratnemu obredu na Piazza dei Miracoli pred pižansko stolnico: slamnato lutko, ki je predstavljala Janeza XXII. in je bila oblečena v papeška oblačila, je najprej obsodil kot heretika, nato slekel pontifikalnih oblačil, ji odvzel naslov in jo nato izročil v sodbo državni oblasti, da bi bila »sežgana«.
Toda tudi zakoniti papež ni miroval: aprila 1329 je izobčil svojega tekmeca Nikolaja, ki ga je tudi cesar pustil na cedilu in se umaknil dokončno v Nemčijo. Protipapež je tedaj pobegnil h grofu Bonifaciju Donorticu blizu Piombina. Ko mu je pravi papež zagotovil spravo, se je odpovedal papeštvu 25. julija 1330 in se najprej spovedal svojih grehov pižanskemu nadškofu; nato je odpotoval in prispel 24. avgusta 1330 v Avignon, kjer je opravil spoved tudi pred papežem in dobil naslednji dan odvezo od grehov ter izobčenja.

## Smrt in spomin
Papež ga je zadržal v svoji palači v Avignonu v častnem priporu, kjer je ostal do svoje smrti 16. oktobra 1333.  Pokopan je v cerkvi manjših bratov konventualcev v Avignonu. 